# La Mure-Argens
La Mure-Argens är en kommun i departementet Alpes-de-Haute-Provence i regionen Provence-Alpes-Côte d'Azur i sydöstra Frankrike. Kommunen ligger  i kantonen Saint-André-les-Alpes som ligger i arrondissementet Castellane. År 2022 hade La Mure-Argens 333 invånare.

## Befolkningsutveckling
Antalet invånare i kommunen La Mure-Argens
Referens: INSEE